# Thomas Eriksson (Radsportler)
Thomas Eriksson (* 1957) ist ein ehemaliger schwedischer Radrennfahrer und nationaler Meister im Radsport.

## Sportliche Laufbahn
1975 gewann er die nationale Meisterschaft der Junioren im Straßenrennen. 1978 wurde er Titelträger bei den Amateuren vor Håkan Larsson. In jener Saison gewann er mit dem Skandisloppet eines der traditionsreichsten schwedischen Eintagesrennen. 1981 wurde er erneut Meister im Straßenrennen. Mit Bengt Asplund und Kjell Hedman holte er 1982 den Titel im Mannschaftszeitfahren und in der Mannschaftswertung des Einzelzeitfahrens. Gemeinsam verteidigten sie ein Jahr später den Titel und auch den in der Mannschaftswertung des Einzelzeitfahrens.
Sein bestes Resultat in der heimischen Schweden-Rundfahrt war der 7. Platz 1982.
1986 gewann er die Mälaren Runt.